# Нортбрук (Огайо)
Нортбрук (англ. Northbrook) — переписна місцевість (CDP) в США, в окрузі Гамільтон штату Огайо. Населення — 10 912 особи (2020).

## Географія
Нортбрук розташований за координатами 39°14′48″ пн. ш. 84°34′46″ зх. д. / 39.24667° пн. ш. 84.57944° зх. д. (39.246637, -84.579509).  За даними Бюро перепису населення США в 2010 році переписна місцевість мала площу 5,05 км², уся площа — суходіл.

## Демографія
Згідно з переписом 2010 року, у переписній місцевості мешкало 10 668 осіб у 4023 домогосподарствах у складі 2760 родин. Густота населення становила 2114 особи/км².  Було 4333 помешкання (859/км²).
Расовий склад населення:
| - 65,6 % — білих - 27,9 % — чорних або афроамериканців - 1,2 % — азіатів - 0,4 % — корінних американців - 0,1 % — вихідців з тихоокеанських островів - 1,3 % — осіб інших рас |

До двох чи більше рас належало 3,6 %. Частка іспаномовних становила 3,5 % від усіх жителів.
За віковим діапазоном населення розподілялося таким чином: 28,2 % — особи молодші 18 років, 60,4 % — особи у віці 18—64 років, 11,4 % — особи у віці 65 років та старші. Медіана віку мешканця становила 33,6 року. На 100 осіб жіночої статі у переписній місцевості припадало 88,4 чоловіків;  на 100 жінок у віці від 18 років та старших — 82,1 чоловіків також старших 18 років.
Середній дохід на одне домашнє господарство  становив 49 534 долари США (медіана — 40 830), а середній дохід на одну сім'ю — 53 534 долари (медіана — 48 704). Медіана доходів становила 32 252 долари для чоловіків та 33 174 долари для жінок. За межею бідності перебувало 14,2 % осіб, у тому числі 26,3 % дітей у віці до 18 років та 3,5 % осіб у віці 65 років та старших.
Цивільне працевлаштоване населення становило 5037 осіб. Основні галузі зайнятості: освіта, охорона здоров'я та соціальна допомога — 24,0 %, роздрібна торгівля — 14,5 %, виробництво — 12,0 %, мистецтво, розваги та відпочинок — 10,8 %.